# Religion traditionnelle vietnamienne

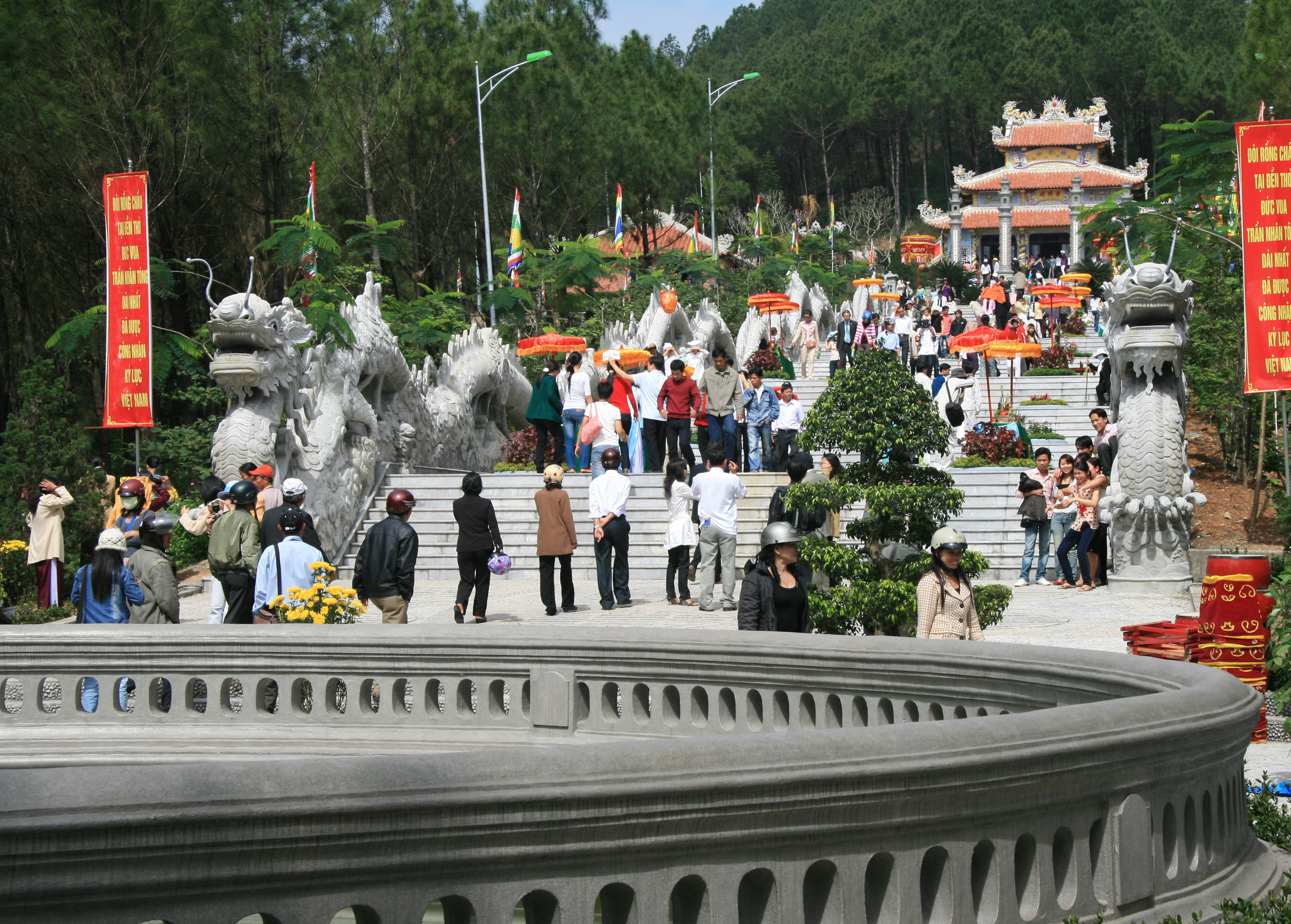
Rassemblent au nouveau sanctuaire Trần Nhân Tông à Huế

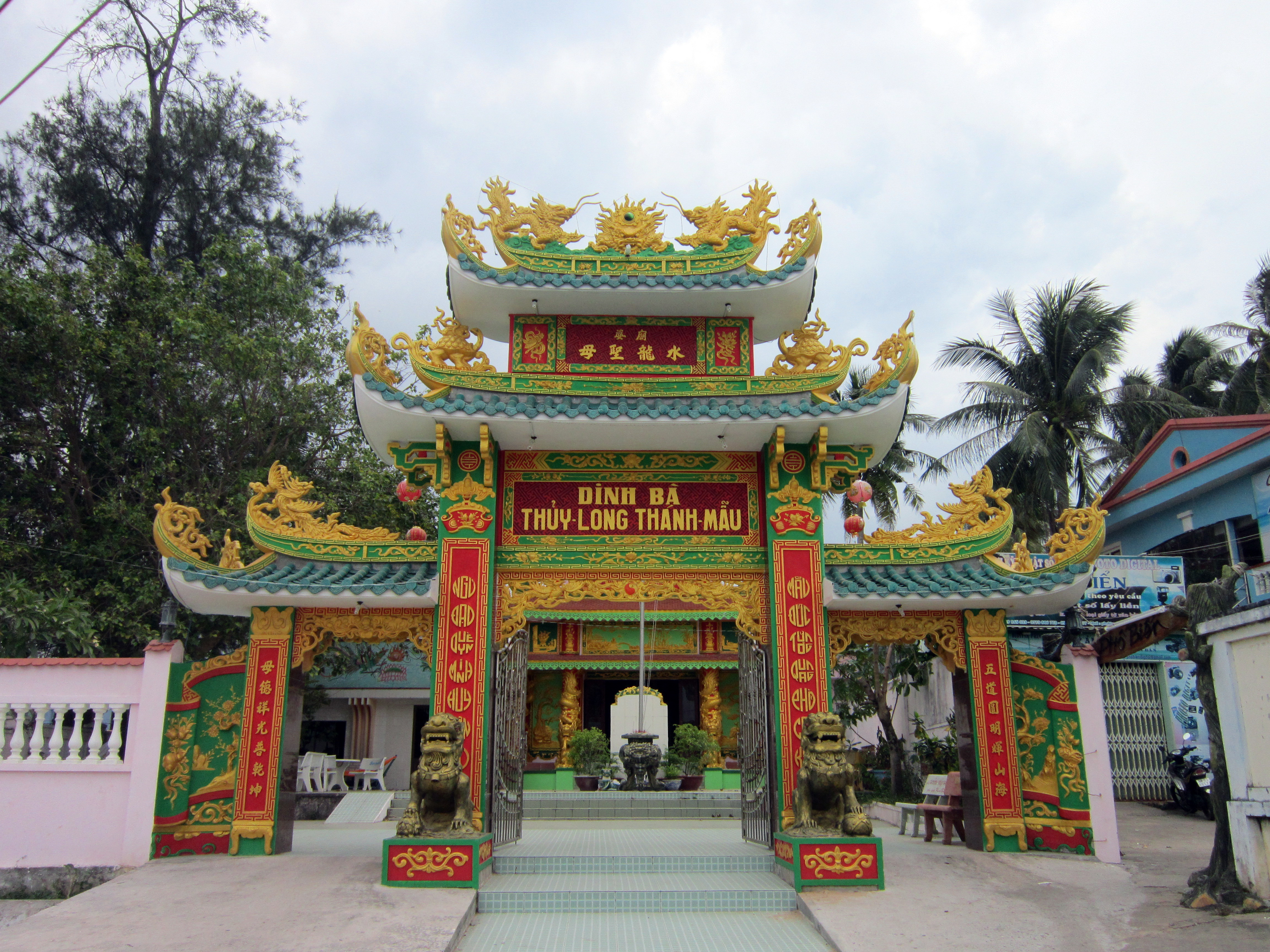
Porte d'entrée du sanctuaire Bà Thủy Long Thánh Mẫu, ou simplement sanctuaire Bà, à Dương Đông

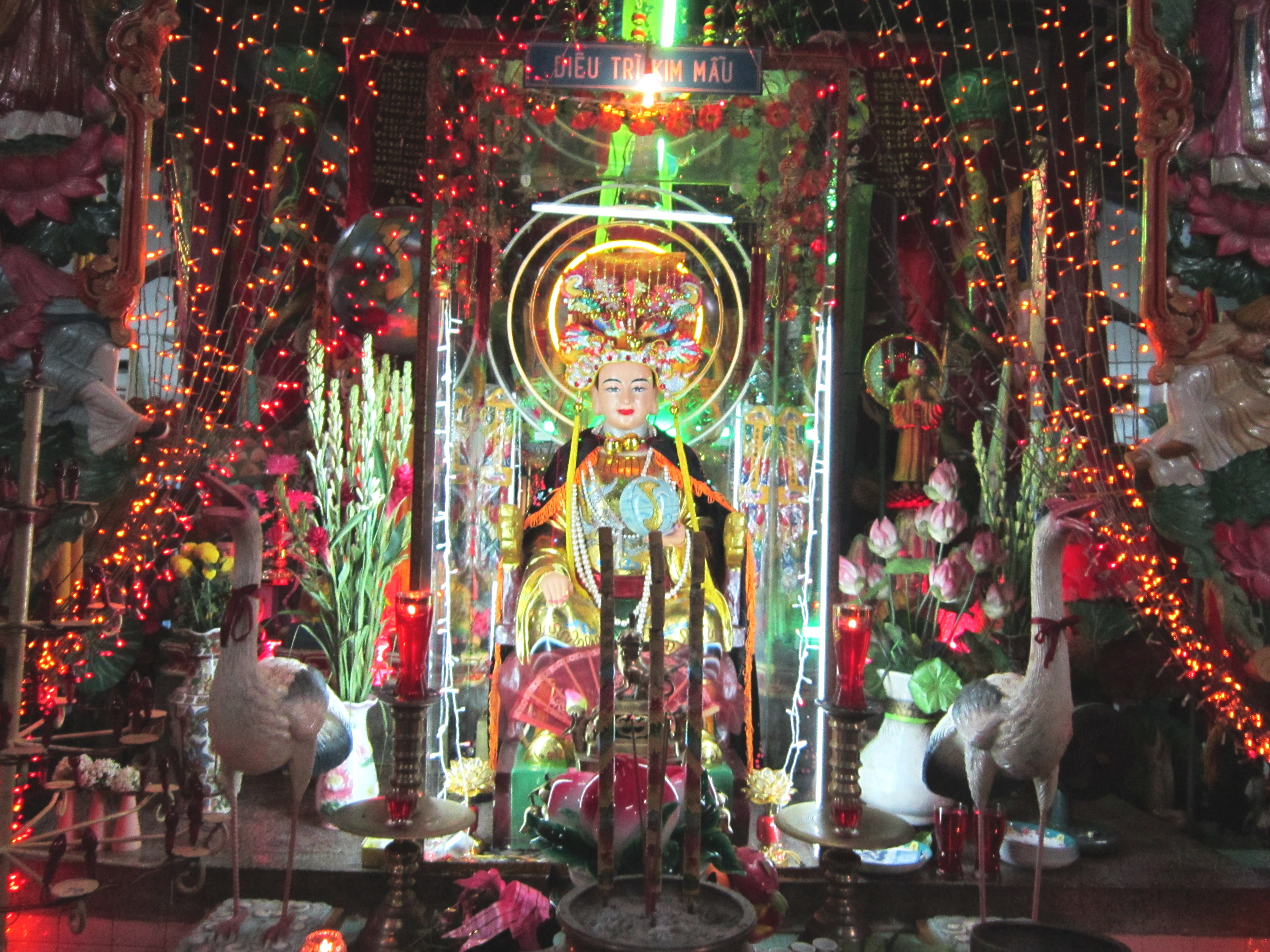
Autel dédié à Tây Vương Mẫu (Xi Wangmu) dans un sanctuaire de Sóc Trăng

Drapeaux des cinq couleurs

La religion traditionnelle vietnamienne (vietnamien : tín ngưỡng dân gian Việt Nam, aussi appelée Đạo Lương, Chữ Hán : 道良), est une religion spécifique aux Viêts. D'après le Pew Research Center, 45,3 % de la population pratiquait cette religion en 2012.
La religion traditionnelle vietnamienne n'est pas une religion organisée, mais un ensemble de traditions locales de cultes dédiés aux thần, que l'on peut traduire par "esprits" ou "dieux". Ces dieux peuvent être des divinités de la nature ou protectrices de la nation, des esprits tutélaires d'une communauté ou d'une lignée, ou encore des dieux ancestraux associés à une famille en particulier. Les dieux ancestraux sont souvent des personnes héroïques divinisées. La mythologie vietnamienne transmet des récits des actions de nombreux dieux cosmiques et héros culturels.
La religion traditionnelle vietnamienne est parfois identifiée au confucianisme dans la mesure où elle porte des valeurs promues par Confucius. Le Đạo Mẫu est une forme particulière de la religion traditionnelle vietnamienne qui accorde une importance particulière aux déesses mères. Le gouvernement du Viêt Nam considère le caodaïsme comme une forme de religion traditionnelle vietnamienne, dans la mesure où il combine le culte des thần où des esprits locaux avec le bouddhisme, le confucianisme, le taoïsme ainsi qu'avec des éléments du catholicisme, du spiritisme et de la théosophie,.

## Histoire

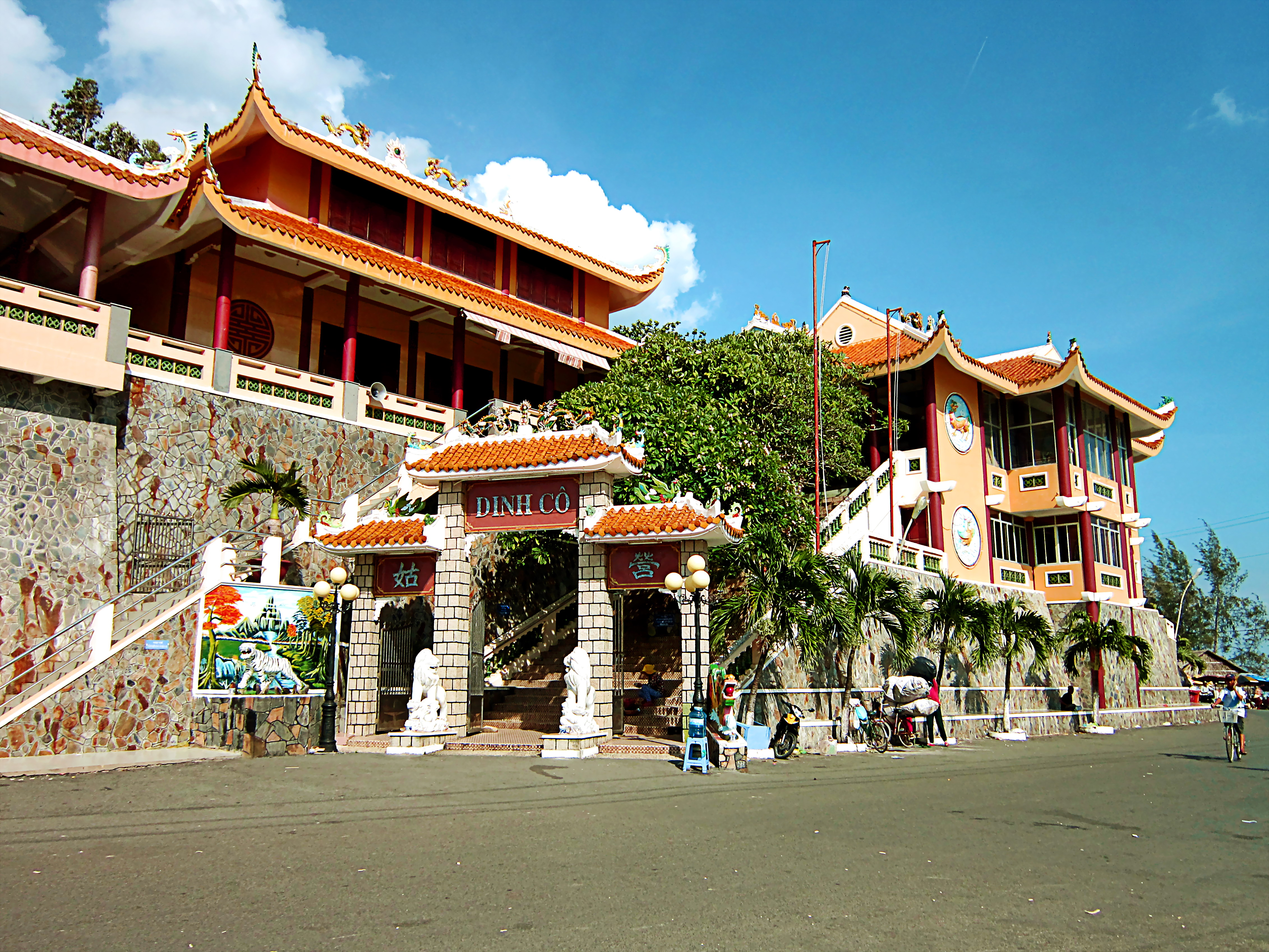
Le grand sanctuaire de Cô à Long Hải.

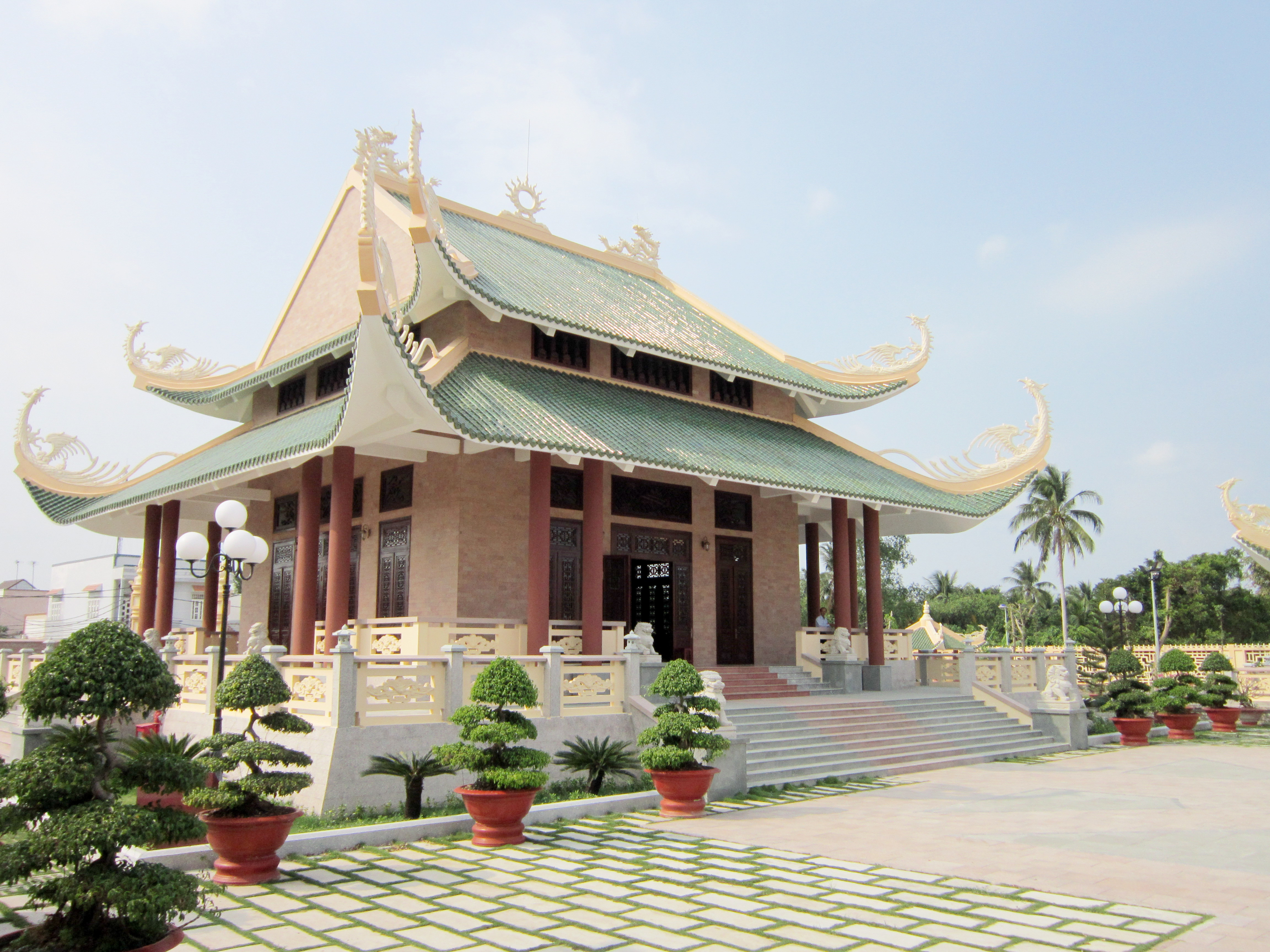
Sanctuaire Bùi Hữu Nghĩa à Cần Thơ.

La religion traditionnelle vietnamienne a connu plusieurs moments de répression de la fin de la période dynastique, en 1945, aux années 1980. La destruction, l'abandon et la dilapidation des temples étaient particulièrement communs au Viêt Nam du nord pendant la réforme agraire (1953-1955), puis au Viêt Nam réunifié pendant la période de la collectivisation (1975-1986).
Cette destruction culturelle fut critiquée et remise en cause à partir des années 1960. Cependant, c'est entre 1975 et 1976 qu'eurent lieu les campagnes antireligieuses et les destructions de temples les plus virulentes. A la veille des réformes du Đổi Mới, à partir de 1986, l’État est progressivement retourné à une politique de préservation de la culture religieuse, et la religion traditionnelle vietnamienne fut mise en avant comme le pilier d'une "culture progressive, imprégnée d'identité nationale".
Dans le cadre du projet d'élaboration d'une identité nationale vietnamienne, le discours public encourage le culte d'anciens d'héros, de dieux et d'esprits ayant une présence ancienne au sein de la religion traditionnelle. Dans ce processus de renouvellement religieux, la relation entre l’État et les communautés locales est flexible et basée sur le dialogue. La population est actrice de cette renaissance de la religion traditionnelle vietnamienne au même titre que l’État.

## Concept delinh
Dans la religion traditionnelle vietnamienne, le linh (chữ Hán: 靈) désigne le pouvoir d'une divinité d'affecter le monde des vivants. Les mots composés sino-vietnamiens comprenant le terme linh couvrent un large champ sémantique: linh-thiêng 靈聖 "sacré", linh-hiển 靈顯 "manifestation prodigieuse", linh-ứng 靈應  "réceptif" (aux prières, etc.), linh-nghiệm 靈驗 "efficace", linh-hồn 靈魂 "esprit d'une personne", vong-linh 亡魂 "l'esprit d'un mort avant de "passer de l'autre côté"", hương-linh "l'esprit d'un mort qui est "passé de l'autre côté"". Ces concepts sont dérivés du ling chinois. Thiêng 聖est une variation de tinh, signifiant "principe constitutif d'un être", "essence d'une chose", "Daimôn", "intelligence" ou "perspicacité".
Le linh tient un rôle de médiation entre l'âm et le dương, c'est-à-dire entre le "désordre" et l' "ordre"  , correspondant respectivement aux concepts chinois du yin et du yang. Le pouvoir linh d'une entité réside dans la médiation entre les deux niveaux de l'ordre et du désordre qui gouvernent les changements sociaux. L'entité médiatrice change elle-même de statut et de fonction entre ces deux niveaux, et change de sens selon les contextes.
Cet attribut est souvent associé aux déesses, ainsi qu'à des figures animales comme le serpent, animal amphibie, la chouette qui prend la nuit pour le jour, la chauve-souris qui est à mi-chemin entre le mammifère et l'oiseau, le coq qui chante entre la nuit et le matin, mais aussi aux rivières séparant deux étendues de terre et à d'autres entités "liminales". Il y a des dieux âm comme Nguyễn Bá Linh, et des dieux dương comme Trần Hưng Đạo. Le linh est une "logique culturelle des relations symboliques" et une "logique matérielle des relations sociales" qui gouverne les changements à l'échelle de la société et de l'Histoire.
Le linh peut aussi être compris comme la capacité à mettre en place des frontières spatiales et temporelles, à représenter et identifier des métaphores, ainsi qu'à séparer ou lier des différences. Ces frontières peuvent être traversées grâce à des pratiques comme les sacrifices ou la possession dans le cadre du chamanisme. 

## Confucianisme et taoïsme
La religion traditionnelle vietnamienne est souvent considérée comme du "confucianisme" dans la mesure où elle promet des valeurs confucéennes. Les temples de la Littérature  (Văn Miếu) sont des temples dédiés au culte de Confucius qui servaient aussi d'académies à l'époque impériale.
Il semble que le taoïsme ait été introduit au Viêt Nam durant la première domination chinoise du Viêt Nam. Il est rarement pratiqué dans sa forme pure au Viêt Nam, mais il est possible de le rencontrer parmi certaines communautés chinoises, comme celle de Saïgon, où se trouve une communauté de prêtres cantonais dans la pagode Khánh Vân Nam Viện. Certaines de ses doctrines ont été intégrées à la religion traditionnelle vietnamienne. Le Đạo Mẫu et le caodaïsme présentent aussi des signes d'influence taoïste.
D'après le professeur Liam Keelley, durant la dynastie Tang les esprits natifs du Viêt Nam furent intégrés au taoïsme, et la conception taoïste de ces esprits a complètement remplacé les récits natifs. Le bouddhisme et le taoïsme ont aussi remplacé les récits natifs concernant le mont Yên Tử 安子山.

## Mouvements religieux autochtones

### Caodaïsme
Le caodaïsme est une religion organisée monothéiste et syncrétique vietnamienne établie formellement à Tây Ninh dans le sud du Viêt Nam en 1926,.Le nom complet de la religion est Đại Đạo Tam Kỳ Phổ Độ ("la Grande Voie [de salut de la] 3e période du jeûne [bouddhique qui] délivre [les âmes captives aux enfers]"),. Les fidèles appellent aussi leur religion Đạo Trời ("Voie de Dieu"). Le caodaïsme a des racines communes et des similarités avec les doctrines Tiên Thiên Đạo.
Cao Đài , littéralement le "palais suprême", est la plus haute divinité, souvent identifiée à l'empereur de Jade, qui a créé l'univers[page à préciser]. Il est vénéré dans le temple principal, mais les caodaïstes vénèrent aussi la Déesse Mère, aussi connue sous le nom de Reine-mère de l'Ouest. Le symbole de la foi est l’œil Gauche de Cao Đài, représentant l'activité dương (yang) du mâle créateur, qui est balancée par l'activité âm (yin) de la Déesse Mère féminine et nourricière de l'humanité,.

### Đạo Bửu Sơn Kỳ Hương
Đạo Bửu Sơn Kỳ Hương ("La voie de l'étrange parfum de la montagne précieuse"") est une tradition religieuse comprenant des éléments bouddhistes, taoïstes, confucéens, zens, yiguandaos, à l'origine pratiquée par le mystique Đoàn Minh Huyên (1807–1856) et perpétuée par Huỳnh Phú Sổ, fondateur de la secte Hòa Hảo.
Des pouvoirs thaumaturgiques furent prêtés à Huyên au cours de l'épidémie de choléra de 1849 qui fit plus d’un million de victimes. Ses fidèles portaient des amulettes ornées des caractères chinois pour "Bửu Sơn Kỳ Hương", une phrase qui fut rétrospectivement identifiée à la religion pratiquée par Huyên, et au mouvement millénariste associé à ce dernier. Ce courant compte environ 15 000 adhérents principalement concentrés dans les provinces  d'An Giang, de Đồng Tháp, de Bà Rịa–Vũng Tàu, de Long An, de Sóc Trăng, de Vĩnh Long, de Tiền Giang et de Bến Tre.

### Đạo Mẫu
Le Đạo Mẫu ("la Voie de la Mère") renvoie au culte de la Mẫu (la Déesse Mère) et des différentes déesses mères, et constitue un élément central de la religion traditionnelle vietnamienne. Les Vietnamiens vénèrent de telles déesses depuis la Préhistoire,. Il est possible que le concept de Déesse mère ait fini par subsumer les divers esprits de la nature sous un seul esprit se manifestant sous différentes formes. Au cours de l'histoire, un certain nombre d'héroïnes protectrices ou thaumaturges furent déifiées en tant que manifestation de la Déesse Mère.
En tant que mouvement indépendant avec son propre clergé (composé de chamans supposés pouvoir faire se rejoindre les mondes matériel et spirituel), temples et rituels, le Đạo Mẫu fait l'objet d'un renouvellement à partir des années 1970 dans le Viêt Nam du Nord, et ensuite dans le pays nouvellement unifié. Dans le panthéon du Đạo Mẫu l'Empereur de Jade (Ngọc Hoàng) est vu comme le dieu suprême et créateur, tout en étant vu comme une entité abstraite qui ne fait que rarement l'objet d'un culte. La déesse suprême est Thánh Mẫu Liễu Hạnh. Le panthéon inclut de nombreux autres dieux, féminins ou masculins.

### Đạo Tứ Ân Hiếu Nghĩa

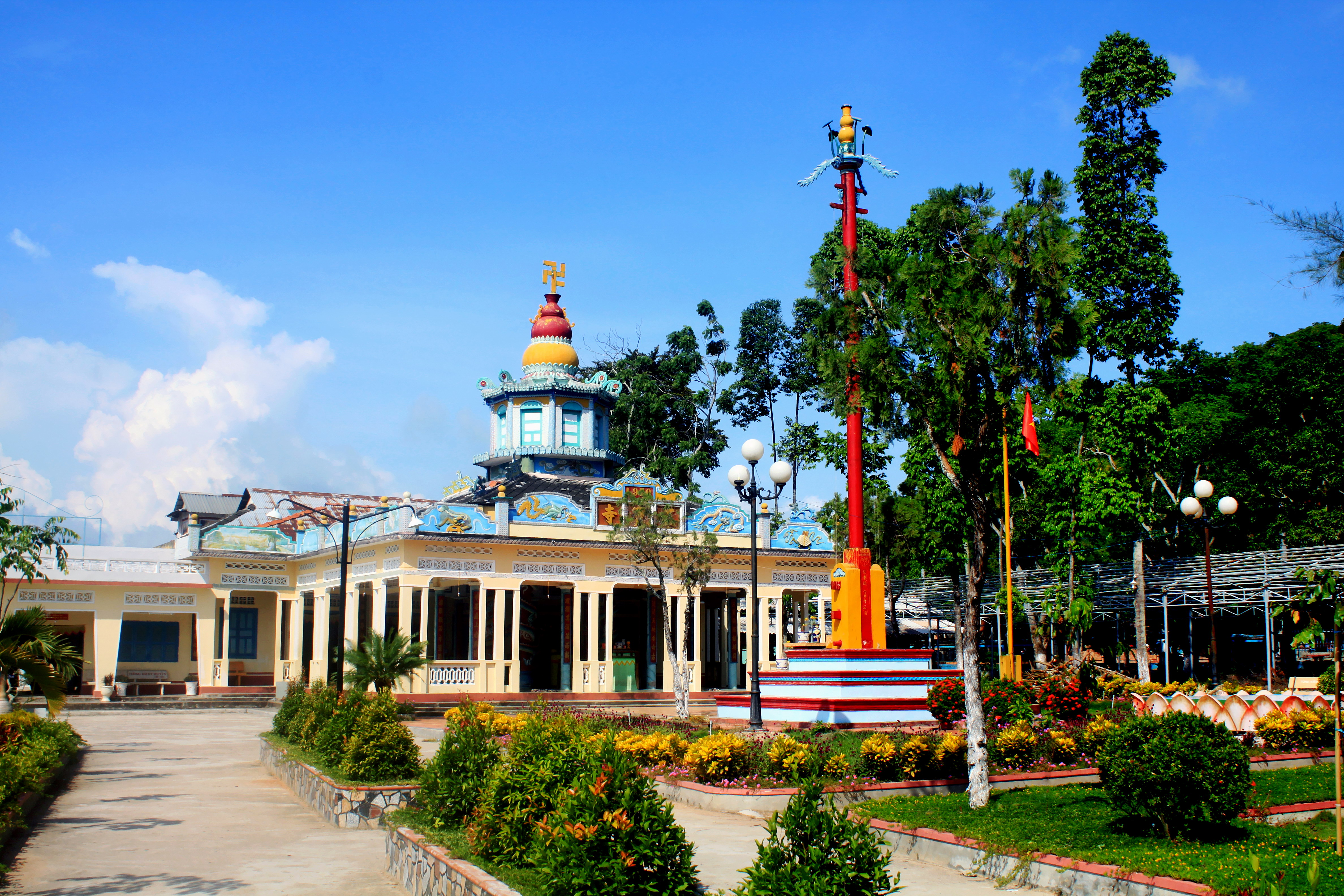
Temple Tam Bửu, du Đạo Tứ Ân Hiếu Nghĩa, à Ba Chúc, district de Tri Tôn

Le Đạo Tứ Ân Hiếu Nghĩa ou simplement le Đạo Hiếu Nghĩa est une religion populaire vietnamienne organisée fondée dans les années 1800. Elle compte environ 80 000 fidèles répartis dans tout le Sud du Viêt Nam, et particulièrement concentrés dans le district de Tri Tôn.

### Minh Đạo
Les Minh Đạo ou Đạo Minh sont un groupe de cinq religions ayant en commun des racines issues du xiantiandao ainsi que du caodaïsme, tout en étant plus anciennes et en ayant influencé ce dernier. Minh Đạo signifie la "Voie de la Lumière". Ils font partie du large milieu du sectarisme religieux sino-vietnamien. Après le XVIIe siècle, au moment du déclin de la dynastie Ming, un grand nombre de groupes minhs sont apparus en Cochinchine, en particulier autour de Saïgon.
Les autorités chinoises se sont peu intéressées à ces groupes dans la mesure où, du moins jusqu'au début du XXe siècle, leurs activités se sont limitées aux temples. Il s'agissait de structures autonomes se consacrant au culte, à la philanthropie et à la littérature. Ils avaient pourtant déjà des éléments embryonnaires de nationalisme vietnamien, qui ont évolué de manière conjointe au développement de leurs activités politiques au début du XXe siècle.
Cinq mouvements Minh Đạo sont apparus dans le Sud du Viêt Nam aux XIXe et XXe siècles: Minh Sư Đạo ("Voie du Maître Éclairé"), Minh Lý Đạo ("Voie de la Raison Éclairée"), Minh Đường Đạo ("Voie du Temple de la Lumière"), Minh Thiện Đạo ("Voie de la Bonté à venir") et Minh Tân Đạo ("Voie de la nouvelle Lumière").
Le fondateur du Minh Lý Đạo est Âu Kiệt Lâm (1896–1941), un intellectuel et shaman d'origine chinoise et vietnamienne, capable de dépasser les barrières culturelles entre les deux peuples. Les divinités principales du panthéon du groupe sont l'Empereur de Jade (Ngọc Hoàng Thượng Đế) et la Reine-Mère de l'Ouest (Tây Vương Mẫu).
Des traits symboliques, liturgiques et théologiques des groupes Minh Đạo étaient partagés avec le caodaïsme. À partir de 1975, les activités et les temples de certains groupes Minh Đạo ont été absorbés par des branches du caodaïsme, alors que d'autres sont demeurés distincts, en particulier le Minh Đường Đạo et le Minh Lý Đạo.

### Minh Đường Trung Tân
Le Minh Đường Trung Tân ("École de l'Apprentissage de la Bonté") est apparu dans les années 1990 dans le district de Vĩnh Bảo , une zone rurale de la ville de Hải Phòng. Un charpentier connu sous le nom de "Maître Thu" affirme avoir reçu une nuit la visite de l'esprit du sage du XVIe siècle Nguyễn Bỉnh Khiêm, qui lui aurait ordonné de bâtir un sanctuaire en son honneur. Thu a inauguré en 1996 un sanctuaire dédié à Khiêm construit sur des terres qu'il possédait. En 2016 il avait attiré plus de 10 000 visiteurs et Thu avait organisé un nouveau mouvement religieux comptant plusieurs milliers de fidèles autour des messages qui auraient été transmis par Khiêm.

## Caractéristiques

### Divinités

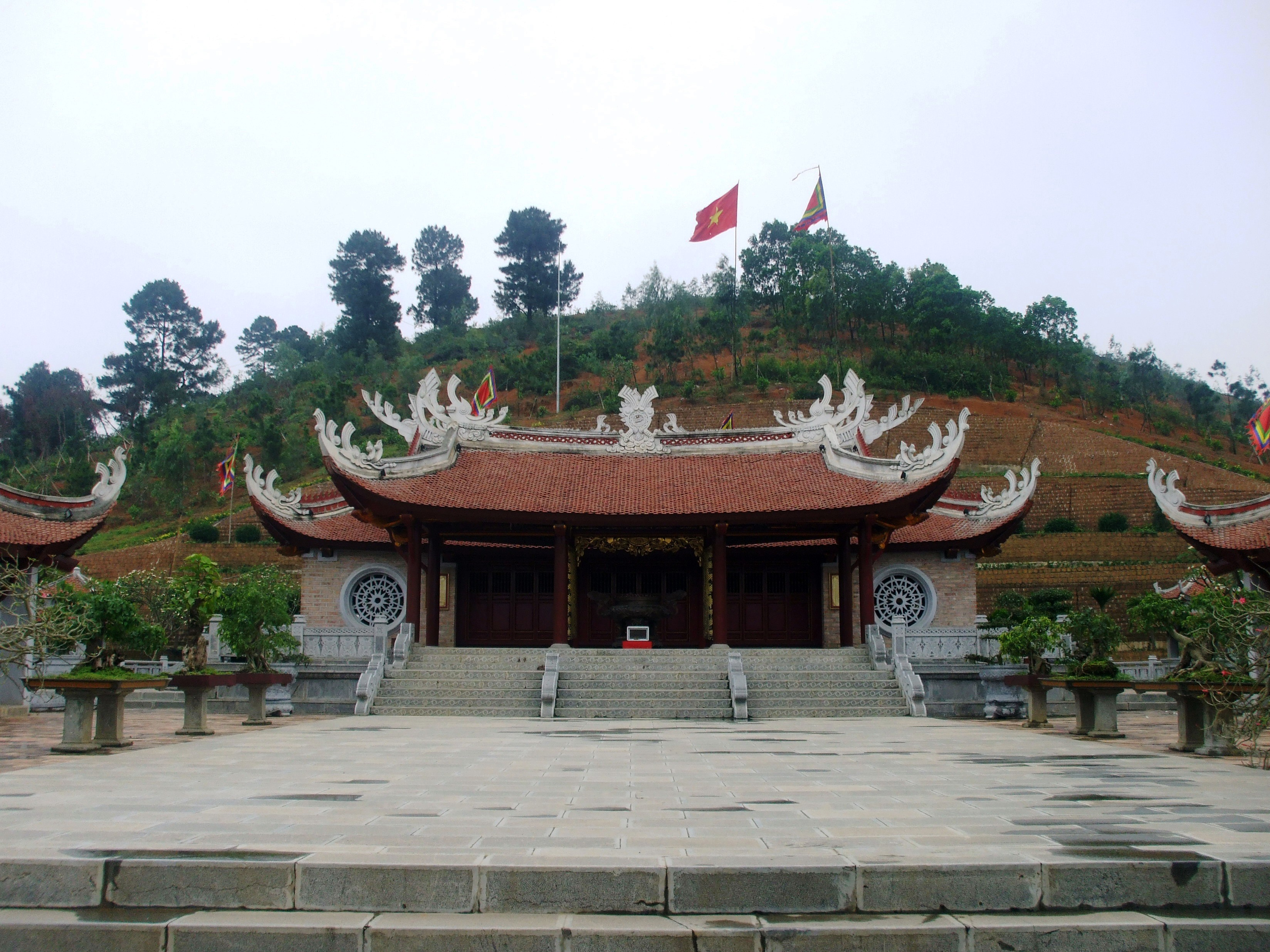
Sanctuaire Lạc Long Quân à Phú Thọ

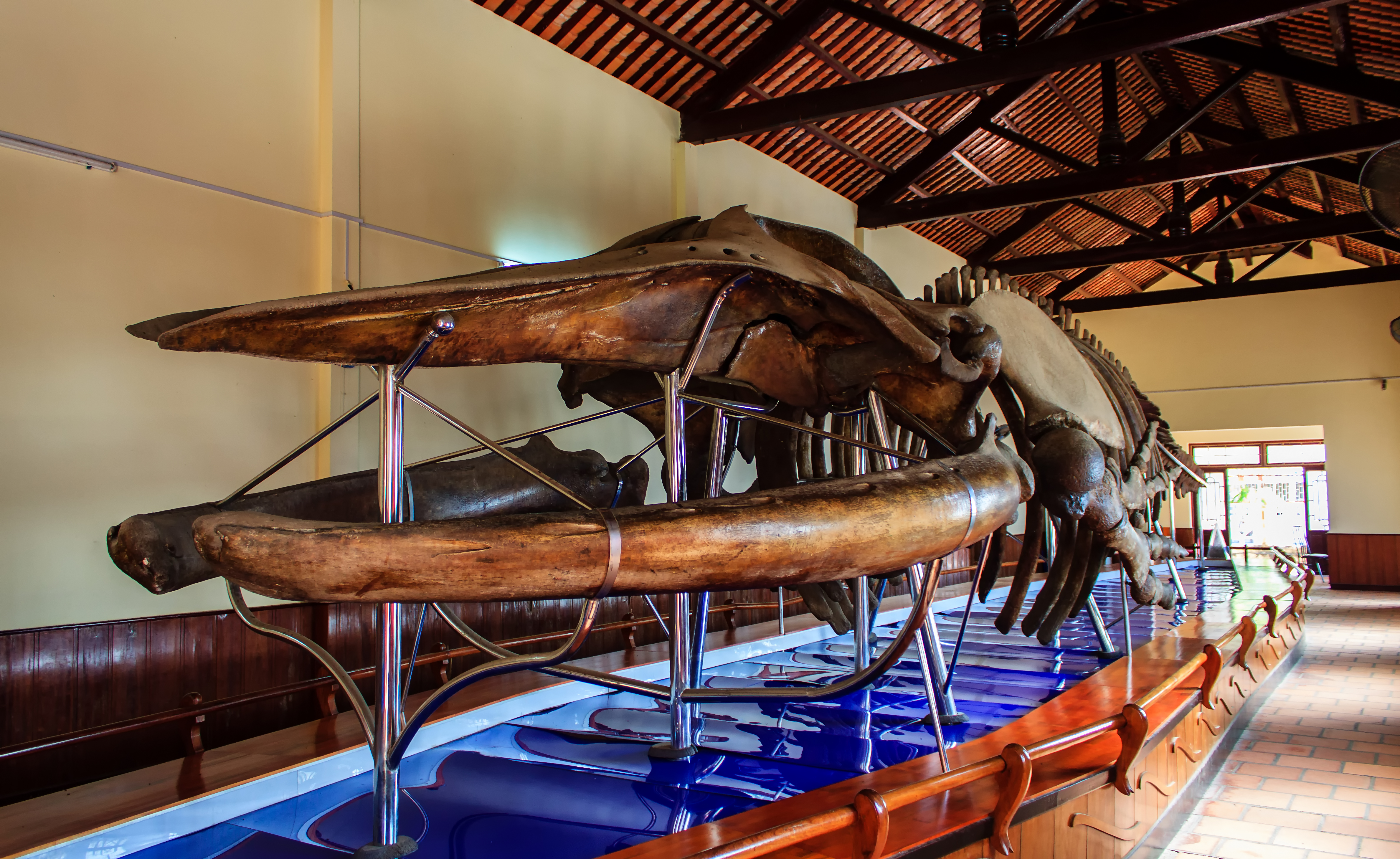
Le plus grand squelette de baleine du Vietnam au temple Vạn Thủy Tú

On peut regrouper de manière schématique les divinités vietnamiennes en quatre catégories:
- Les divinités célestes (thiên thần) et les dieux de la nature (nhiên thần) des cavernes, des rochers et des arbres, des rivières et des océans, de la pluie et de la foudre, des pouvoirs créateurs de l'univers ou d'un endroit en particulier, avec des représentations géo-physiques ou anthropomorphiques (en utilisant parfois une iconographie d'inspiration bouddhiste).
- Les esprits tutélaires ou ancêtres déifiés (nhân thần), consacrés par des villageois ou instaurés par des dirigeants chinois ou vietnamiens. Ils incluent les héros, les pères fondateurs d'une famille ainsi que les pionniers d'un art ou d'un métier. Cette catégorie peut inclure des esprits impurs (dâm thần).
  - Le Thành hoàng (城隍) est la divinité tutélaire consacré dans le temple communal de chaque village au Viêt Nam. Cette divinité et supposé protéger le village des catastrophes et lui porter chance.
- Divers panthéons hiérarchiques dont l'organisation est inspirée du taoïsme, dirigés par Ngọc Hoàng, les immortels (tiên), les sages sacrés (thánh), ainsi que des divinités locale (chư vị). Ces groupes de divinités sont vietnamiens mais présentent souvent des motifs sinisés.
- Des divinités chams, khmers ou d'autres peuples d'Asie du Sud-Est, comme Po Yan Inu Nagar ou Cá Ông dans le cadre du culte des baleines.

### Lieux de culte

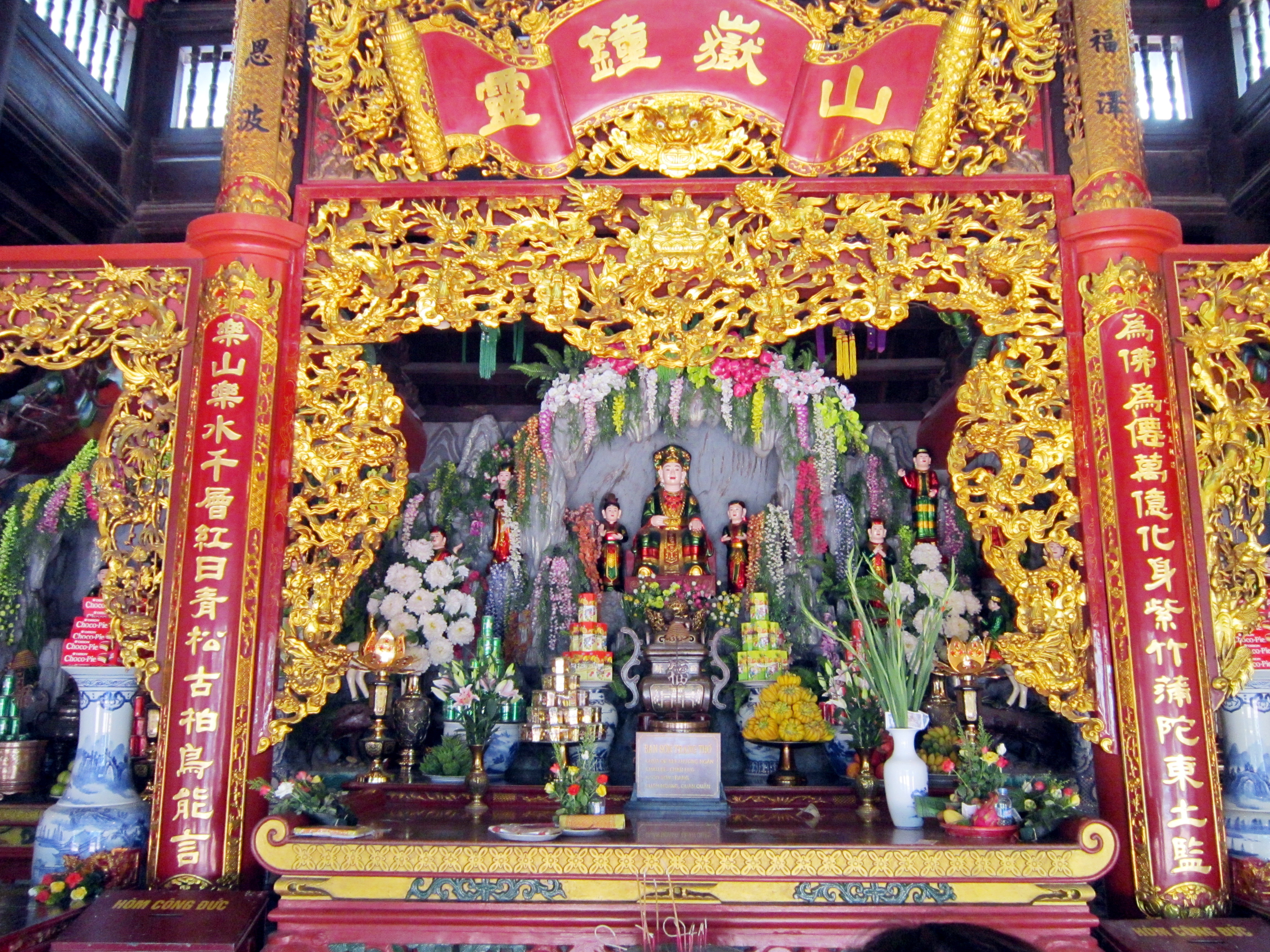
Autels des dieux de la montagne à Hanoï

Les temples vietnamiens sont généralement appelés "miếu" . Dans le Nord du pays, les miếu accueillent le "culte principal" d'une divinité et sont généralement situés dans des endroits isolés , alors que les đình, đền, điện, đài ou tịnh sont des temples dédiés au "culte secondaire" et sont situés plus près des endroits habités. Dans les régions du Sud, ces deux catégories tendent à se confondre. Les Nhà thờ họ sont des temples familiaux que l'on trouve dans les régions du Nord et du milieu du pays, et qui sont équivalents aux sanctuaires des ancêtres chinois.
Une autre classification suggérée par l'usage vernaculaire est que les miếu  sont des temples dédiés à des divinités de la nature (divinités de la Terre, de l'eau ou du feu), ou des chapelles familiales (gia miếu); les đình sont des sanctuaires de l'esprit tutélaire d'un endroit; et les đền sont des sanctuaires dédiés à des héros déifiés, des rois, ou d'autres personnages historiques vertueux. D'autres termes existent au niveau local. Par exemple, dans les régions centrales du pays le terme cảnh est employé, et dans les provinces de Quảng Nam  et de Quảng Ngãi le terme khom est utilisé.
Phủ ("palais") désigne un complexe religieux composé de plusieurs bâtiments, dont l'un est un đền.